# Śródmieście (Nysa)
Śródmieście (centrum) – centralna oraz najstarsza niestandaryzowana część miasta Nysa. Często określana także mianem Starego Miasta. Obejmuje całą powierzchnię trzynastowiecznego miasta lokowanego na prawie flamandzkim oraz tereny zabudowane w późniejszym czasie – ulice: Kolejową, Wolności, Drzymały, Krakowską, Warszawską oraz Marcinkowskiego. Dzielnica położona jest po południowej stronie rzeki Nysy Kłodzkiej. Na terenie śródmieścia znajduje się większość zabytków Śląskiego Rzymu. Na jej terenie znajduje się Park Miejski.

## Granice
Śródmieście wyznaczają (zgodnie z kierunkiem wskazówek zegara):
- rzeka Nysa Kłodzka
- most oraz ulica Józefa Bema
- ulica Józefa Kraszewskiego
- ulica Emilii Gierczak
- ulica Fryderyka Szopena
- ulica Bolesława Krzywoustego
- ulica Mostowa

## Transport
Ruch dalekobieżny omija centrum poprzez obwodnicę śródmiejską. Do ścisłego centrum nie wjeżdżają także autobusy komunikacji miejskiej, wyjątkiem jest ulica Kolejowa, na której znajdują się 2 przystanki przesiadkowe.
Ważniejsze ulice w centrum to:
- ul. Bracka
- ul. Celna
- ul. Szopena
- ul. Kolejowa
- ul. Mostowa
- ul. Piastowska
- ul. Wrocławska
- Rynek